# Unione Sportiva Pianese 2019-2020
Questa voce raccoglie le informazioni riguardanti l'Unione Sportiva Pianese nelle competizioni ufficiali della stagione 2019-2020.

## Divise e sponsor
Il fornitore tecnico per la stagione 2019-2020 è Erreà, subentrato a Legea nei mesi estivi.
- La maglia casalinga, conforme alla tradizione del club, presenta frontalmente un motivo palato bianco-nero che si interrompe poco al di sotto delle spalle, che sono invece di colore nero (l'inserto è delimitato frontalmente da una sottile fascia grigia). Il dorso è invece perlopiù nero, con le strisce accennate nella sola parte bassa. Di colore nero con profili bianchi sono le maniche, i calzoncini e i calzettoni.
- La maglia esterna è bianca con due fasce diagonali nere che solcano la parte bassa del torso; colletto e bordimanica sono neri. Bianchi con finiture nere sono altresì i calzoncini e i calzettoni.
- La terza maglia è gialla con finiture blu, abbinata a calzoncini e calzettoni blu.
- La quarta maglia consiste in un completo (maglia, calzoncini, calzettoni) arancione: i colori sociali sono richiamati sulle spalline (bianco-nere) e su colletto e bordomanica (neri).

Al centro del torso appare il logo dello sponsor Stosa Cucine, azienda di proprietà del patròn Maurizio Sani; sulla parte bassa del dorso è invece apposto il marchio Sol Caffè Torrefazione.
| Casa | Trasferta | Terza divisa | Quarta divisa |

## Organigramma societario
In carica al 5 luglio 2019
Area direttiva
- Maurizio Sani - presidente
- Daniele Cheli - vicepresidente
- Renato Vagaggini - direttore generale
- Alessandro Badii - direttore sportivo
- Damiano Naldi - addetto stampa e segretario sportivo
- Enzo Rappoli - segretario amministrativo
- Federico Bargagna - delegato area tecnica
- Filippo Baldoni - dirigente sportivo

Area tecnica
- Marco Masi - Allenatore
- Roberto Bacci - Vice allenatore
- Riccardo De Angelis - Assistente di campo
- Franco Meacci - Preparatore dei portieri
- Michele Grassi - Preparatore atletico

 
Area sanitaria
- Lucio Natale Pezzini - Fisioterapista
- Eli Pizzetti - Massaggiatore

 
Area logistica
- Mario Tosoni - Collaboratore

## Rosa
| N. |                   | Ruolo | Calciatore                     |
| -- | ----------------- | ----- | ------------------------------ |
| 1  | Italia (bandiera) | P     | Andrea Fontana                 |
| 2  | Italia (bandiera) | D     | Simone Ambrogio                |
| 3  | Italia (bandiera) | D     | Davide Seminara                |
| 4  | Italia (bandiera) | D     | Stefano Cason                  |
| 5  | Italia (bandiera) | D     | Emilio Dierna                  |
| 6  | Italia (bandiera) | C     | Luca Simeoni                   |
| 7  | Italia (bandiera) | D     | Hamza El Kaouakibi             |
| 8  | Italia (bandiera) | C     | Giovanni Catanese              |
| 9  | Italia (bandiera) | A     | King Udoh                      |
| 10 | Italia (bandiera) | C     | Giacomo Benedetti              |
| 11 | Italia (bandiera) | A     | Matteo Momentè                 |
| 11 | Italia (bandiera) | A     | Emmanuel Latte Lath            |
| 12 | Italia (bandiera) | P     | Leonardo Vitali                |
| 13 | Italia (bandiera) | D     | Francesco Gagliardi (capitano) |
| 14 | Italia (bandiera) | D     | Gabriele Vavassori             |
| 15 | Italia (bandiera) | C     | Gabriele Carannante            |

| N. |                   | Ruolo | Calciatore          |
| -- | ----------------- | ----- | ------------------- |
| 16 | Italia (bandiera) | D     | Gabriele Zagaria    |
| 17 | Italia (bandiera) | C     | Leonardo Bianchi    |
| 17 | Italia (bandiera) | A     | Carlo Manicone      |
| 18 | Italia (bandiera) | C     | Matteo Figoli       |
| 19 | Italia (bandiera) | C     | Paolo Regoli        |
| 20 | Italia (bandiera) | C     | Luca Benedetti      |
| 21 | Italia (bandiera) | A     | Luca Scarlino       |
| 21 | Italia (bandiera) | D     | Daniele Pedrelli    |
| 22 | Italia (bandiera) | P     | Lorenzo Sarini      |
| 23 | Italia (bandiera) | C     | Giuseppe Montaperto |
| 24 | Italia (bandiera) | A     | Damiano Rinaldini   |
| 25 | Italia (bandiera) | D     | Simone Fortuni      |
| 26 | Italia (bandiera) | C     | Marco Tampwo        |
| 28 | Italia (bandiera) | C     | Antonio Romano      |
| 29 | Italia (bandiera) | D     | Lorenzo Polvani     |

## Calciomercato

### Sessione estiva(dall'1/7 al 2/9)
| Acquisti | Acquisti            | Acquisti                  | Acquisti      |
| R.       | Nome                | da                        | Modalità      |
| -------- | ------------------- | ------------------------- | ------------- |
| P        | Andrea Fontana      | Casale                    | svincolato    |
| P        | Lorenzo Sarini      | Chievo                    | prestito      |
| P        | Leonardo Vitali     | Flaminia CivitaCastellana | svincolato    |
| D        | Simone Ambrogio     | Torino                    | prestito      |
| D        | Andrea Bracciali    | Gavorrano                 | fine prestito |
| D        | Stefano Cason       | Virtus Francavilla        | definitivo    |
| D        | Stefano Ciavattini  | Reggina                   | svincolato    |
| D        | Emilio Dierna       | Modena                    | svincolato    |
| D        | Davide Seminara     | Empoli                    | prestito      |
| D        | Gabriele Vavassori  | Arconatese                | svincolato    |
| D        | Gabriele Zagaria    | Ternana                   | definitivo    |
| C        | Gabriele Carannante | Parma                     | prestito      |
| C        | Paolo Di Leo        | Real Forte Querceta       | fine prestito |
| C        | Matteo Figoli       | Spezia                    | prestito      |
| C        | Giuseppe Montaperto | Empoli                    | prestito      |
| C        | Paolo Regoli        |                           | svincolato    |
| C        | Marco Tampwo        |                           | svincolato    |
| A        | Daniel Kthella      | Grassina                  | fine prestito |
| A        | Matteo Momentè      | Pistoiese                 | svincolato    |
| A        | Luca Scarlino       | Spezia                    | prestito      |
| A        | King Udoh           | Viareggio 2014            | svincolato    |

| Cessioni | Cessioni            | Cessioni              | Cessioni   |
| R.       | Nome                | a                     | Modalità   |
| -------- | ------------------- | --------------------- | ---------- |
| P        | Saverio Giachetta   |                       | svincolato |
| P        | Federico Lombardini | Badesse               | svincolato |
| P        | Tomasz Wrobłewski   | Gavorrano             | svincolato |
| D        | Gino Bernardini     | Montevarchi           | svincolato |
| D        | Giovanni Bonati     | Tuttocuoio            | svincolato |
| D        | Andrea Bracciali    |                       | svincolato |
| D        | Marco Dell'Aquila   |                       | svincolato |
| D        | Alessio Grea        |                       | svincolato |
| D        | Sauro Selimi        | Badesse               | svincolato |
| C        | Leonardo Brenci     |                       | svincolato |
| C        | Paolo Di Leo        |                       | svincolato |
| C        | Matteo Di Mascio    | San Donato Tavarnelle | svincolato |
| C        | Agnello Ferraro     |                       | svincolato |
| C        | Gianmarco Ravanelli |                       | svincolato |
| C        | Fabio Sakaj         | Vis Artena            | svincolato |
| C        | Lorenzo Simoni      |                       | svincolato |
| A        | Daniele Buongiorno  | Seravezza             | svincolato |
| A        | Manuele Giustarini  | Montevarchi           | svincolato |
| A        | Daniel Kthella      | Massese               | svincolato |
| A        | Damiano Rinaldini   | Montevarchi           | svincolato |

### Sessione invernale(dal 2/1 al 31/1)
| Acquisti | Acquisti            | Acquisti   | Acquisti   |
| R.       | Nome                | da         | Modalità   |
| -------- | ------------------- | ---------- | ---------- |
| D        | Hamza El Kaouakibi  | Bologna    | prestito   |
| D        | Daniele Pedrelli    | Vis Pesaro | definitivo |
| D        | Lorenzo Polvani     | Empoli     | prestito   |
| A        | Emmanuel Latte Lath | Pistoiese  | definitivo |
| A        | Carlo Manicone      | Lugano     | prestito   |

| Cessioni | Cessioni         | Cessioni | Cessioni      |
| R.       | Nome             | a        | Modalità      |
| -------- | ---------------- | -------- | ------------- |
| C        | Leonardo Bianchi |          | svincolato    |
| A        | Matteo Momentè   | Gozzano  | definitivo    |
| A        | Luca Scarlino    | Spezia   | fine prestito |

## Risultati

### Serie C

#### Girone di andata
| Arbitro: | Kumara (Verona) |

|                                      |           |  |
| Della Morte 48’ Vavassori 62’ (aut.) | Marcatori |  |

| Arbitro: | Luciani (Roma 1) |

|         |           |  |
| Udoh 3’ | Marcatori |  |

| Arbitro: | Centi (Viterbo) |

|  |           |                                                        |
|  | Marcatori | 19’ Lo. Benedetti 35’ Catanese 51’ Udoh 84’ Montaperto |

| Gorgonzola 15 settembre 2019, ore 15:00 CEST 4ª giornata | AlbinoLeffe         | 0 – 0 referto | Pianese | Stadio comunale Città di Gorgonzola (796 spett.)\| Arbitro: \| Angelucci (Foligno) \| |
| Arbitro:                                                 | Angelucci (Foligno) |               |         |                                                                                       |

| Arbitro: | Caldera (Como) |

|  |           |                   |
|  | Marcatori | 13’ (rig.) Eusepi |

| Arbitro: | Saia (Palermo) |

|                       |           |  |
| Parker 1’ Colombo 60’ | Marcatori |  |

| Arbitro: | Cavaliere (Paola) |

|          |           |               |
| Udoh 83’ | Marcatori | 57’ Tomaselli |

| Arbitro: | Repace (Perugia) |

|  |           |                   |
|  | Marcatori | 71’ (rig.) Lanini |

| Arbitro: | Catanoso (Reggio Calabria) |

|                       |           |                            |
| Strambelli 12’ (rig.) | Marcatori | 7’, 33’ Rinaldini 21’ Udoh |

| Arbitro: | Cascone (Nocera Inferiore) |

|                      |           |            |
| Rinaldini 50’ (rig.) | Marcatori | 89’ Rigoni |

| Arbitro: | Di Cairano (Ariano Irpino) |

|                         |           |  |
| Cesarini 5’ D'Auria 89’ | Marcatori |  |

| Arbitro: | Pirrotta (Barcellona Pozzo di Gotto) |

|                             |           |                          |
| Regoli 90+2’ Catanese 90+3’ | Marcatori | 48’ Ogunseye 81’ La Rosa |

| Arbitro: | Marotta (Sapri) |

|                |           |  |
| Stijepović 25’ | Marcatori |  |

| Arbitro: | Scarpa (Collegno) |

|                 |           |  |
| Momentè 3’, 39’ | Marcatori |  |

| Arbitro: | Delrio (Reggio nell'Emilia) |

|            |           |            |
| Baniya 65’ | Marcatori | 30’ Figoli |

| Arbitro: | Scatena (Avezzano) |

|             |           |                                            |
| Momentè 50’ | Marcatori | 14’, 42’ Gabrielloni 39’ Ganz 83’ Celeghin |

| Arbitro: | Zamagni (Cesena) |

|              |           |               |
| González 11’ | Marcatori | 90+3’ Momentè |

| Arbitro: | Kumara (Verona) |

|              |           |                       |
| Catanese 83’ | Marcatori | 37’ Bruzzo 73’ Serena |

| Arbitro: | Petrella (Viterbo) |

|               |           |               |
| Infantino 60’ | Marcatori | 90+3’ Momentè |

#### Girone di ritorno
| Grosseto 22 gennaio 2020, ore 15:00 CET 20ª giornata | Pianese                 | 0 – 0 referto | Pro Vercelli | Stadio Carlo Zecchini (58 spett.)\| Arbitro: \| Arena (Torre del Greco) \| |
| Arbitro:                                             | Arena (Torre del Greco) |               |              |                                                                            |

| Arezzo 12 gennaio 2020, ore 17:30 CET 21ª giornata | Arezzo           | 0 – 0 referto | Pianese | Stadio Città di Arezzo (2 066 spett.)\| Arbitro: \| Collu (Cagliari) \| |
| Arbitro:                                           | Collu (Cagliari) |               |         |                                                                         |

| Arbitro: | Zucchetti (Foligno) |

|                    |           |               |
| Momentè 42’ (rig.) | Marcatori | 2’, 80’ Perna |

| Arbitro: | Saia (Palermo) |

|                                      |           |                                 |
| Udoh 55’ (rig.) Rinaldini 69’ (rig.) | Marcatori | 85’ Mondonico 90+2’ Canestrelli |

| Alessandria 2 febbraio 2020, ore 15:00 CET 24ª giornata | Alessandria      | 0 – 0 referto | Pianese | Stadio Giuseppe Moccagatta (1 304 spett.)\| Arbitro: \| Luciani (Roma 1) \| |
| Arbitro:                                                | Luciani (Roma 1) |               |         |                                                                             |

| Arbitro: | Cavaliere (Paola) |

|            |           |            |
| Dierna 77’ | Marcatori | 4’ Le Noci |

| Arbitro: | Pashuku (Albano Laziale) |

|                    |           |  |
| Momentè 52’ (rig.) | Marcatori |  |

| Arbitro: | Feliciani (Teramo) |

|             |           |  |
| Brunori 14’ | Marcatori |  |

| Grosseto 26 febbraio 2020 28ª giornata | Pianese | – (annullata) | Lecco | Stadio Carlo Zecchini |

| Monza 1º marzo 2020 29ª giornata | Monza | – (annullata) | Pianese | Stadio Brianteo |

| Grosseto 8 marzo 2020 30ª giornata | Pianese | – (annullata) | Siena | Stadio Carlo Zecchini |

| Olbia 15 marzo 2020 31ª giornata | Olbia | – (annullata) | Pianese | Stadio Bruno Nespoli |

| Grosseto 22 marzo 2020 32ª giornata | Pianese | – (annullata) | Pistoiese | Stadio Carlo Zecchini |

| Crema 25 marzo 2020 33ª giornata | Pergolettese | – (annullata) | Pianese | Stadio Giuseppe Voltini |

| Grosseto 29 marzo 2020 34ª giornata | Pianese | – (annullata) | Renate | Stadio Carlo Zecchini |

| Como 5 aprile 2020 35ª giornata | Como | – (annullata) | Pianese | Stadio Giuseppe Sinigaglia |

| Grosseto 11 aprile 2020 36ª giornata | Pianese | – (annullata) | Novara | Stadio Carlo Zecchini |

| Pontedera 19 aprile 2020 37ª giornata | Pontedera | – (annullata) | Pianese | Stadio Ettore Mannucci |

| Grosseto 26 aprile 2020 38ª giornata | Pianese | – (annullata) | Carrarese | Stadio Carlo Zecchini |

#### Play-out
| Grosseto 27 giugno 2020, ore 17:30 CEST Andata | Pianese                    | 0 – 0 referto | Pergolettese | Stadio Carlo Zecchini (0 spett.)\| Arbitro: \| Di Cairano (Ariano Irpino) \| |
| Arbitro:                                       | Di Cairano (Ariano Irpino) |               |              |                                                                              |

| Arbitro: | Gariglio (Pinerolo) |

|                                |           |                                        |
| Russo 4’ Brero 67’ Ciccone 77’ | Marcatori | 10’, 17’ (rig.) Rinaldini 57’ Manicone |

### Coppa Italia Serie C

#### Fase a gironi
| Arbitro: | Di Marco (Ciampino) |

|               |           |                   |
| Tommasini 48’ | Marcatori | 19’ Lo. Benedetti |

| Arbitro: | Nicolini (Brescia) |

|  |           |                            |
|  | Marcatori | 65’ Cerretelli 84’ Dametto |

## Statistiche

### Statistiche di squadra
| Competizione         | Punti | In casa | In casa | In casa | In casa | In casa | In casa | In trasferta | In trasferta | In trasferta | In trasferta | In trasferta | In trasferta | Totale | Totale | Totale | Totale | Totale | Totale | D.R. |
| Competizione         | Punti | G       | V       | N       | P       | Gf      | Gs      | G            | V            | N            | P            | Gf           | Gs           | G      | V      | N      | P      | Gf     | Gs     | D.R. |
| -------------------- | ----- | ------- | ------- | ------- | ------- | ------- | ------- | ------------ | ------------ | ------------ | ------------ | ------------ | ------------ | ------ | ------ | ------ | ------ | ------ | ------ | ---- |
| Serie C              | 24    | 13      | 2       | 6       | 5       | 13      | 17      | 14           | 2            | 6            | 6            | 10           | 13           | 27     | 4      | 12     | 11     | 23     | 30     | -7   |
| Coppa Italia Serie C | 1     | 1       | 0       | 0       | 1       | 0       | 2       | 1            | 0            | 1            | 0            | 1            | 1            | 2      | 0      | 1      | 1      | 1      | 3      | -2   |
| Totale               | 25    | 14      | 2       | 6       | 6       | 13      | 19      | 15           | 2            | 7            | 6            | 11           | 14           | 29     | 4      | 13     | 12     | 24     | 33     | -9   |

### Andamento in campionato
| Giornata  | 1  | 2  | 3 | 4 | 5 | 6  | 7  | 8  | 9  | 10 | 11 | 12 | 13 | 14 | 15 | 16 | 17 | 18 | 19 | 20 | 21 | 22 | 23 | 24 | 25 | 26 | 27 | 28 | 29 | 30 | 31 | 32 | 33 | 34 | 35 | 36 | 37 | 38 |
| --------- | -- | -- | - | - | - | -- | -- | -- | -- | -- | -- | -- | -- | -- | -- | -- | -- | -- | -- | -- | -- | -- | -- | -- | -- | -- | -- | -- | -- | -- | -- | -- | -- | -- | -- | -- | -- | -- |
| Luogo     | T  | C  | T | T | C | T  | C  | C  | T  | C  | T  | C  | T  | C  | T  | C  | T  | C  | T  | C  | T  | C  | C  | T  | C  | T  | T  | C  | T  | C  | T  | C  | T  | C  | T  | C  | T  | C  |
| Risultato | P  | V  | V | N | P | P  | N  | P  | V  | N  | P  | N  | P  | V  | N  | P  | N  | P  | N  | N  | N  | P  | N  | N  | N  | P  | P  | –  | –  | –  | –  | –  | –  | –  | –  | –  | –  | –  |
| Posizione | 20 | 12 | 4 | 6 | 9 | 12 | 12 | 14 | 11 | 13 | 14 | 15 | 16 | 15 | 15 | 15 | 15 | 15 | 15 | 16 | 15 | 16 | 16 | 16 | 16 | 17 | 19 | –  | –  | –  | –  | –  | –  | –  | –  | –  | –  | –  |

Legenda:

Luogo: C = Casa; T = Trasferta. Risultato: V = Vittoria; N = Pareggio; P = Sconfitta.

## Giovanili

### Organigramma
- Mauro Bicocchi - responsabile
- Paolo Forti - segretario